# الحاجة الحمداوية
الحاجة الحمداوية (1930 - 2021)، هي مطربة شعبية مغربية، تُعتبر من أقدم الفنانات المغربيات في مجال فن العيطة (تراث شعبي أصيل موغل في القدم)، إذ ارتبطت به منذ ظهورها على الساحة الفنية، في وقت كان المجتمع المغربي المحافظ، ينظر فيه إلى الفن بنوع من التحفظ والحذر. عاشت المجد الذهبي للأغنية المغربية في عقود الخمسينيات والستينيات والسبعينيات من القرن العشرين، فإنها تعرضت في إحدى مراحل مسيرتها الفنية لتعثرات وظروف صحية ومادية مؤلمة جعلتها في فترة من الفترات، تعرف أسوأ أيام حياتها، وعاجزة عن تلبية أبسط حاجياتها اليومية مثل الدواء والسكن وغيرهما، قبل أن تنهض من جديد، بعد أن التفتت إليها جهات عليا نافذة في الدولة، وأولتها العناية اللازمة. في أغسطس 2008 التقت ميريام فارس مع الحاجة الحمداوية في تطوان وتقدمت لها بطلب إعادة إحدى أغانيها في ألبومها القادم وهو ما وافقت عليه الحمداوية.

## وفاتها
توفيت يوم الاثنين 5 أبريل 2021 ميلاديًّا، الموافق 23 شعبان 1442 هجريًا، عن عمر ناهز الحادية والتسعين، بعد معاناة مع المرض.